# Ото III фон Нортхайм
Ото III фон Нортхайм (на немски: Otto III von Northeim; * 1086/1088/1100; † 1117) от род Нортхайми е граф на Нортхайм и маркграф във Фризия.

## Произход и наследство
Той е син на граф Хайнрих Дебели († 1101) и съпругата му Гертруда Млада фон Брауншвайг († 1117) от фамилията Брунони, маркграфиня на Майсен, дъщеря на маркграф Екберт I фон Майсен. Баща му е син на баварския херцог Ото Нортхаймски и Рихенза Швабска.
Майка му наследява през 1090 г. от брат си Екберт II Графство Фризия. Тя е богата вдовица на граф Дитрих II фон Катленбург († 1085) и след смъртта на баща му се омъжва за трети път за роднината им маркграф Хайнрих I фон Майсен.
Сестра му Рихенза († 1141) е от 1100 г. съпруга на бъдещия император Лотар III (Суплинбурги). Най-малката му сестра Гертруда († 1165) е омъжена за граф Зигфрид I (Ваймар-Орламюнде) и от 1115 г. за пфалцграф Ото I фон Салм. Ото III е полубрат на граф Дитрих III фон Катленбург († 1106) и на маркграф Хайнрих II фон Майсен († 1123).
Ото III наследява през 1101 г. основните имения на баща си. Той не се жени и умира бездетен през 1117 г. Сестра му Рихенза наследява Брауншвайг-Нортхайм, а му сестра му Гертруда наследява Бентхайм и Рейнек.